# Ultraestación
Ultraestación es un barrio residencial de la ciudad de Chillán, en la Región de Ñuble, en Chile. El sector, es reconocido por ámbitos históricos y patrimoniales, como también por su difícil acceso y segregación urbana. Su nombre, es una palabra compuesta del latín Ultra que significa "más allá de" o "al otro lado de" y el español "estación" que hace referencia a la Estación de ferrocarriles de Chillán.
Limita al norte con la Villa Las Américas a través de la calle Lantaño, al sur con las villas Flavio Flores, Carlos Ibáñez del Campo, San Pedro y Las Almendras a través de la avenida Lazareto, al oriente con Las Cuatro Avenidas a través de Avenida Brasil y al poniente con los sectores Zañartu, Portal de Ñuble, Villa Esmeralda, Don Martín y Paraíso a través de la avenida Martín Ruiz de Gamboa. Su nombre deriva de la cercanía ala estación de ferrocarriles de Chillán.

## Historia
La construcción de la Estación de ferrocarriles de Chillán en 1873, significó una suma importancia, dado que es la primera obra que es realizada afuera del perímetro de Las Cuatro Avenidas de la ciudad. Esto dio el puntapié para la creación de viviendas tras la estación.
A principios del 1900, diversas poblaciones se asentaron en el sector, cuales eran denominadas como Balmaceda, Bartolucci, Ferroviarios, Medina, Villa Alegre y Zanarutto. Aun así, los años previos al Terremoto de Chillán de 1939, el área era nombrada simplemente "Villa Alegre", acentuado ante la presencia de burdeles y ferias de animales en el barrio.
Alrededor de 1927, la Familia Parra residió en un hogar en la intersección de las calles Uruguay y Martín Ruiz de Gamboa, en dicha época, no existía movilización pública en el área y la luz eléctrica era escasa. Para 1943, las calles del sector ya se encontraban trazadas, siendo una vía de acceso a la Población Zañartu, como también a la ruta que conducía a la ciudad de Concepción.
Ya para 1970, es inaugurado el Centro de Salud Familiar Ultraestación, cual en 2015 recibe el nombre de Doctor Raúl San Martín González, en homenaje al médico chillanejo de mismo nombre. Meses previos a la Pandemia de COVID-19 en Chile, se confirmó la construcción del nuevo edificio del recinto de salud, como también de un cuartel para la Quinta Compañía de Bomberos de Chillán.
Desde 2016, fue de público conocimiento la existencia de un proyecto de la creación de un área verde a un costado de la línea ferroviaria. La primera etapa fue inaugurada en 2019, mientras que en 2021, inician los estudios de diseño, ocupando los terrenos de la antigua Maestranza de Chillán, cuya edificación principal sería reutilizada como Museo Regional de Ñuble.